# کارولووکا (استان اوپوله)
کارولووکا (به لهستانی: Karolówka) یک منطقهٔ مسکونی در لهستان است که در گمینا نامسووو واقع شده‌است.